# Фазуглі (держава)
Фазуглі — середньовічна держава в Нубії, що утворилася внаслідок розпаду Алви близько 1500 року. Тривалий час маневрувала між султанатом Сеннар і Ефіопією. 1685 року було підкорено султанатом Сеннар.

## Історія
У XIV—XV століттях арабські племена бедуїнів охопили більшу частину держави Алва. Християнське населення стало мігрувати на південь до гірського масиву Фазуглі.
Після падіння Алви між 1500 та 1504 роками внаслідок атак арабського племені абдалабі та повстання народу фундж Алва остаточно занепала, а її столицю Соби було захоплено. Християни Фазуглі створили у себе власну державу. продовжуючи традиції Алви.
З самого початку правителі Фазуглі вимушені були маневрувати між султанатом Сеннар та імперією Ефіопія. Водночас відбивати спроби їх обох захопити поклади золота, яких було багато на землях Фазуглі. З огляду на це царство підтримулаво ворогів Ефіопії і Сеннару. У 1530-х роках в адало-ефіопській війні Фазуглі зайняло бік першого. У 1580-х роках виступало проти ефіопів під час їх війни з Шіре на північному заході.
У 1606 році підтримало повстання Аджіба аль-Манджилака, шейха арабського племені абдалабі, проти Сеннару, що тривало до 1611 року.
1615 року царство Фа
азуглі зазнало поразки у війні з ефіопією, внаслідок чого визнала зверхність цієї імперії. 1685 року внаслідок запеклої боротьби відновила незалежність. Але невдовзі зазнало потужного удару з боку Сеннарського султанату, що знищив державу.

## Територія
Розташовувалася у нижній частині в долині Блакитного Нілу, сучасна західна Ефіопія. На сході вона включала область Гумуз між Галлабатом і Блакитним Нілом з центром у Губбі; на заході — Бурун з центром в Джебель-Гуле, на півдні — більшість області Берта вздовж золотоносної долини Тумат до Фадасі.

## Економіка
Основою були землеробство, скотарство (насамперед скотарство) та ремісництво. Було розвинена обробка золота, майстри держави славилися виготовленням прикрас. Основними торгівельними партнерами були Сеннар і Ефіопія.